# Port lotniczy Kaduna
Port lotniczy Kaduna (IATA: KAD, ICAO: DNKA) – port lotniczy położony w Kadunie, w stanie Kaduna, w Nigerii. 

## Linie lotnicze i połączenia
| Linia Lotnicza   | Kierunek |
| ---------------- | -------- |
| Aero Contractors | 1. Lagos |
| Air Peace        | 1. Lagos |
| Arik Air         | 1. Lagos |
| Azman Air        | 1. Lagos |